# Wystawa Ziem Odzyskanych
Wystawa Ziem Odzyskanych (WZO; Wystawa Z.O.) – wystawa krajowa prezentująca osiągnięcia odbudowy Ziem Odzyskanych po II wojnie światowej, która miała miejsce we Wrocławiu od 21 lipca do 31 października 1948. Zlokalizowana została na wystawowych terenach miasta, w okolicy Hali Ludowej i ogrodu zoologicznego. Odwiedziło ją ok. 1,5–2,0 miliony osób.

## Przygotowania
Według pierwszych planów wystawa miała odbyć się rok wcześniej w Poznaniu, Planowano takie nazwy jak „Wystawa antyniemiecka”, „Wystawa Ziem Zachodnich i zbrodni niemieckich w Polsce”, „Przez walkę i krew ku piastowskim szlakom”. Projekt zatwierdzony był już w roku 1945, przy czym polecono zwrócić większą uwagę na popularyzację nowo przyłączonych ziem. Ostatecznie zdecydowano się wybrać Wrocław, głównie z powodów propagandowych. Mimo iż ostateczne decyzje zapadły w marcu 1948, prace przygotowawcze, w tym budowę pawilonów, rozpoczęto jesienią 1947. W ramach przygotowań do imprezy oczyszczono teren pod przyszłą wystawę z zapór przeciwczołgowych i zniszczonego sprzętu, niezbędne również było usunięcie min. Wyremontowano i poprawiono 147 km chodników i 209 km nawierzchni ulic. Wybudowano 48 pawilonów wystawowych, położonych w nowej części obecnego ogrodu zoologicznego. Na urządzenie małej architektury wystawy: trawników i skwerów zużyto 100 tys. kwiatów i 2 tony nasion traw. Usunięto wszystkie zachowane dotąd w mieście napisy niemieckie na budynkach i w przestrzeni publicznej, aresztowano prostytutki i politycznie podejrzanych oraz nadano miastu herb „zgodny z polskimi tradycjami”. Wszystkich zarządców terenów w mieście i jego mieszkańców zobowiązano do „utrzymania czystości”. W sumie na samo przygotowanie miasta wydano 113 mln zł.

## Program wystawy i ekspozycja
Uroczystego otwarcia 21 lipca 1948 dokonał prezydent RP Bolesław Bierut, w obecności m.in. Józefa Cyrankiewicza, Hilarego Minca, Stanisława Szwalbe i Michała Roli-Żymierskiego. Szereg wystaw i prelekcji miał za zadanie podsumować trzy lata działalności Ministerstwa Ziem Odzyskanych, kierowanego przez Władysława Gomułkę oraz potwierdzenie słuszności przekazania Polsce Ziem Odzyskanych. Z okazji wystawy przed Halą Ludową ustawiono, stojącą tam do dziś, stalową Iglicę o wysokości 106 m, zaprojektowaną na tę okoliczność przez Stanisława Hempla, a także m.in. wysoką wieżę ze zwykłych ocynkowanych wiader. Budowle te stanowiły symbole powojennej odbudowy przemysłu. Oprawa plastyczna Wystawy była dziełem znanych plastyków, m.in. Jana Cybisa, Stanisława Dawskiego, Xawerego Dunikowskiego, Eryka Lipińskiego, Henryka Stażewskiego, Bohdana Urbanowicza, Jerzego Wolffa oraz Stanisława i Wojciecha Zameczników.
Jerzy Hryniewiecki, jeden z twórców programu wystawy, stwierdził: Wystawa Ziem Odzyskanych jest pierwszą na większą skalę próbą przemówienia do mas odbiorców językiem najbardziej treściwym, a jednocześnie najbardziej zrozumiałym. To co w zwykłych warunkach wymagałoby całych kolumn cyfr statystycznych lub wykresów – na wystawie [...] zostaje powiedziane ekspresją wnętrz, wymową dzieła sztuki lub autentyzmem wybranego i specjalnie pokazanego eksponatu. Od zgrozy zniszczeń – przez trud i wysiłek zaludnienia – do pracy człowieka, a dalej biegiem Odry do szerokiego oddechu morza prowadzą zwiedzającego sale Wystawy Problemowej.

### Tereny wystawowe
Teren ekspozycji podzielono na trzy sektory. W sektorze określanym jako „A”, który znajdował się w Hali Ludowej, Pawilonie Czterech Kopuł i na terenie znajdującym się przed Halą prezentowano wystawy powiązane z kwestiami społecznymi, politycznymi oraz geograficznymi. Punktem centralnym tej części wystawy była Iglica. Celem tej części, w której prezentowane były wykresy, fotografie, projekty urbanistyczne było udowodnienie, że Ziemie Zachodnie były nierozerwalnie związane z państwem polskim. W części tej położono szczególny nacisk na sukcesy władzy ludowej w odbudowie Wrocławia. Jednym z elementów była wystawa 200 portretów przodowników pracy.

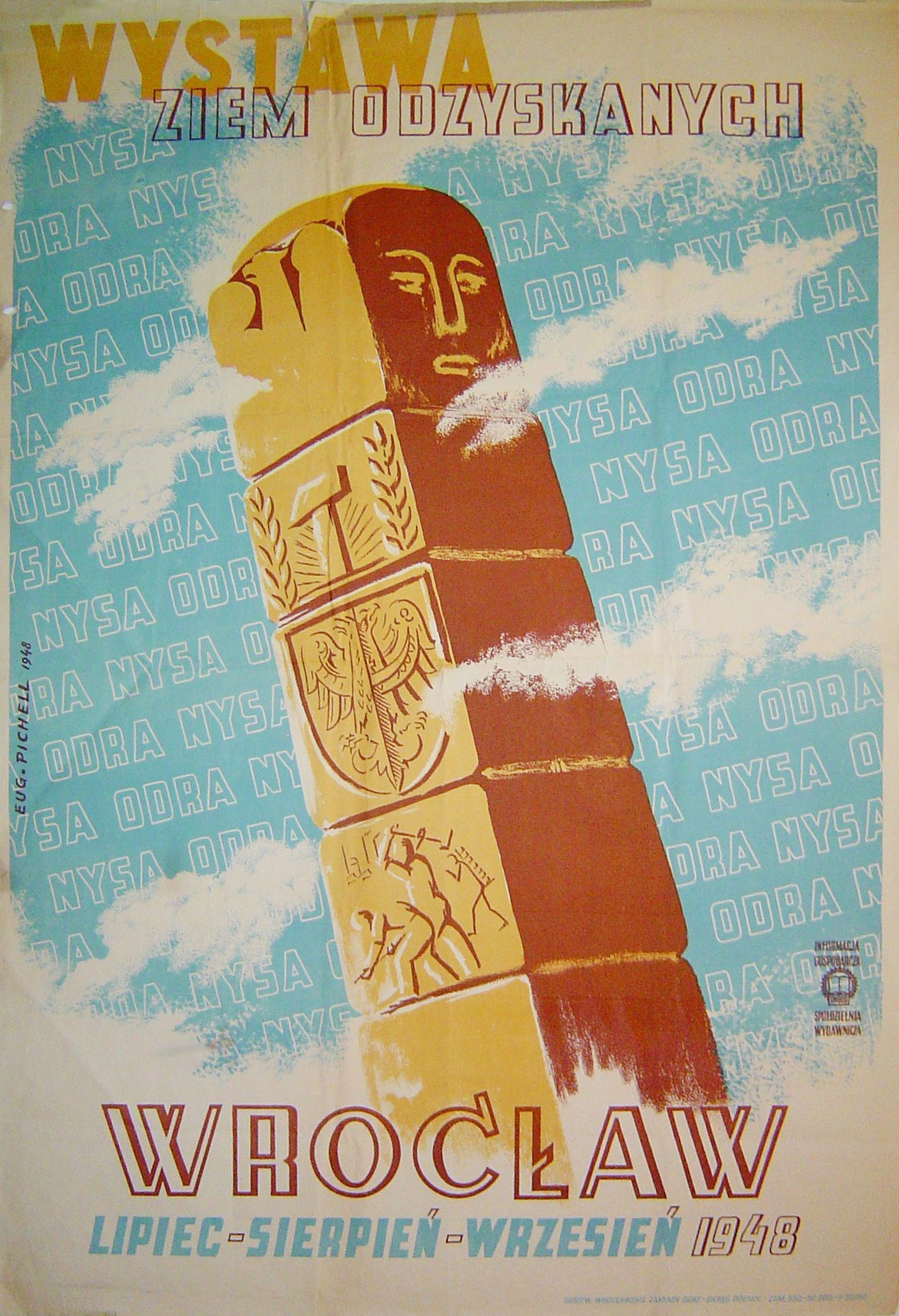
Afisz zachęcający do odwiedzenia Wystawy, łączący w sobie motyw prasłowiański (pogański idol) i socrealistyczną tematykę pracy. Na środku znajduje się ówczesny herb Wrocławia.

W drugiej części, zwanej „B”, znajdującej się po drugiej stronie ul. Wróblewskiego, na terenach ogrodu zoologicznego i przyległych, znajdowały się ekspozycje dotyczące kwestii socjalnych i ekonomicznych. W części tej eksponowano m.in. urządzenia transportujące węgiel z wałbrzyskich kopalń, drewnianą wioskę rybacką z jeziorem i rybami, a także gospodarstwo rolne z krowami, owcami i końmi, jak również wylęgarnie drobiu. W pawilonach wystawienniczych znalazły się m.in. wyroby cukiernicze i wędliniarskie, tekstylia, meble biurowe, kajaki, jak też płyty nagrobne i świece kościelne. Wystawa połączona była ze sprzedażą towarów, zarówno przez przedsiębiorstwa państwowe, jak i prywatne. Sektor „C” to nieistniejący dziś Plac Młodzieżowy. Tu prezentowano osiągnięcia trzech lat powojennej odbudowy Wrocławia pod hasłem „Wrocław twoje miasto”.

### Sztuka
Na wystawie istotną rolę odgrywały dzieła sztuki, zarówno eksponowane samodzielnie, jak i stanowiące tło dla innych elementów. W Rotundzie Zwycięstwa zaprezentowano miecze grunwaldzkie na tle lanc, symbolizujące zwycięstwo nad Niemcami w II wojnie światowej. Kompozycję tę uzupełniały cztery rzeźby Jerzego Bandury symbolizujące rok 1939, Polskę podziemną, „braterstwo broni z ZSRR” oraz zwycięstwo w 1945. W tym samym pawilonie umieszczono tzw. Ścianę ognia – wraz z malowidłem Henryka Tomaszewskiego ekspresywnie ukazującym postacie Czterech jeźdźców Apokalipsy.
Na dziedzińcu przy Iglicy ustawiono dwa zespoły dzieł malarskich w formie tryptyków. Pierwszy z nich był autorstwa Jerzego Wolffa. Przedstawiał symbolikę zniszczenia, odbudowę przemysłu i granicę na Odrze i Nysie. Drugi namalowany został przez Jana Cybisa, artystę autochtonicznego i przedstawiał polskiego osadnika odbudowującego swój dom, wznowienie pracy przez porty bałtyckie i pierwsze żniwa. Na tym samym dziedzińcu stały wielkowymiarowe obrazy na szkle Staszewskiego i Urbanowicza, jak również rzeźba Xawerego Dunikowskiego będąca miniaturą planowanego na Górze Świętej Anny pomnika Powstań Śląskich.
W salach wystawowych poświęconych tematyce zaludnienia Ziem Odzyskanych ustawiono tworzące wspólną kompozycję rzeźby piastowskiego kmiecia i współczesnego osadnika połączone napisem Byliśmy i jesteśmy. Tu też znajdowała się kompozycja rzeźbiarska symbolizująca przerwanie Drang nach Osten w formie płaskorzeźby z odciskami butów niemieckiego żołdaka. W jednej z rotund Pawilonu Czterech Kopuł zaprezentowana została alegoryczna rzeźba Wacława Kowalika przedstawiająca cztery postacie: robotnika, rolnika, osobę wolnego zawodu oraz Światowida przedstawionych na tle kominów fabrycznych, co miało obrazować proces zagospodarowania Ziem Zachodnich. Wyraz artystyczny miała też tzw. grota węglowa w Pawilonie Czterech Kopuł, gdzie przestrzeń urządzono z brykietów. Na tle jednej z węglowych ścian ustawiona była personifikacja rzeki Odry, jako kobiety z dzbanem, z którego wypływała struga wody. Jedna z rotund Pawilonu Czterech Kopuł zawierała wystawę poświęconą Szczecinowi, gdzie Franciszek Masiak pokazał gipsową rzeźbę „Polonia” z napisami: Polska państwem morskim. Salę zdobił artystyczny napis Bałtyk będzie morzem Słowian.
Przy Hali Przemysłowej znajdowała się monumentalna (2,5 metra wysokości) rzeźba św. Barbary autorstwa Szyndlera. Specjalną symbolikę nadano (poprzez odpowiedni wystrój) czterem łukom Hali Ludowej. Jerzy Hryniewiecki określał je jako personifikacje czterech reform: ziemia dla chłopa, przemysł dla narodu, władza dla ludu oraz oświata i kultura dla mas. Podobną symbolikę nadano czterem filarom wspierającym halę – miały one wyobrażać cztery partie tworzące system polityczny powojennej Polski.
W osobnym pawilonie umieszczono namalowaną w latach 1946–1947, przez Karola Stobieckiego wspólnie z Leonem Rozpendowskim, monumentalną (37,5x3,5 m) Panoramę Bitwy na Psim Polu.
Pomysł i wybór konkretnej bitwy zapadł już w 1946 r. Panorama miała ukazywać waleczność polskich rycerzy, czyli w domyśle Polaków, triumf nad Niemcami, historię tysiąca lat zmagań z zachodnim sąsiadem (od Cedyni po Berlin) oraz nieustanne zagrożenie Słowiańszczyzny płynące z tej strony. Bitwa ta i jej malarska interpretacja miała wybitnie propagandowe, antyniemieckie przesłanie, które wraz wkomponowywało się w propagandę władz „ludowych”.
Panoramę namalowano na jubileusz 400-lecia Nadania Praw Miejskich Miastu Leszno. Obraz wystawiono w r. 1947 w Lesznie w oddzielnym baraku na Wystawie Rolniczo-Przemysłowej.
Na polecenie marszałka Michała Roli-Żymierskiego panoramę zakupiło Towarzystwo Przyjaciół Żołnierza i przekazało na Wystawę Ziem Odzyskanych we Wrocławiu, gdzie wystawiono ją w 1948 r. w osobnym pawilonie. Bitwę na Psim Polu oglądali m.in. uczestnicy odbywającego się tamże Kongresu Pokoju, wśród nich także Pablo Picasso.
Po zamknięciu wystawy panorama w tajemniczy sposób zaginęła.

## Odbiór
Trwającą 100 dni wystawę zwiedziło około dwóch milionów lub, według innych źródeł, 1,5 miliona osób, w tym uczestnicy trwającego w dniach 25–28 sierpnia Światowego Kongresu Intelektualistów w Obronie Pokoju reprezentujący 46 krajów świata. Bilety na wystawę kosztowały 200 zł, a dla członków związków zawodowych 150 zł. Jadącym na WZO przysługiwały darmowe bilety kolejowe. W miastach tworzyły się komitety zajmujące się organizowaniem wycieczek do Wrocławia; 122 komitety powstały w województwie śląskim. Wystawa stała się dużym sukcesem propagandowym władz, a dla Wrocławia była okazją do przyspieszenia procesu porządkowania miasta i oddania do użytku kolejnych odrestaurowanych obiektów. Koszt przedsięwzięcia to 715 milionów zł, który zwrócił się w jednej trzeciej.

## Tło polityczne
Pomysł zorganizowania wystawy prawdopodobnie pochodził od Józefa Stalina. Na wystawie zabrakło m.in. Władysława Gomułki, co było efektem zaostrzającej się walki politycznej w obozie władzy. Wystawa była wydarzeniem politycznym zorganizowanym i ściśle kontrolowanym przez władze. Zaplanowano ją jako antyniemiecką, choć ostatecznie zamieniono jej przesłanie na antyimperialistyczne. Pracowników poddawano kontroli Urzędu Bezpieczeństwa, w nocy z 21 na 22 lipca aresztowano dziesięciu pracowników wystawy, w tym plastyków i architektów i przesłuchano ich; następnego dnia zostali zwolnieni. Na kilka dni przed otwarciem wystawy, władze państwowe zdecydowały o zamknięciu dwóch żydowskich pawilonów: historii Żydów na Ziemiach Zachodnich, spółdzielczości żydowskiej, a także oświetlonego diagramu w centrum miasta, który ukazywał osiągnięcia Żydów. Decyzje te argumentowane były chęcią ukazania jedności obywateli państwa. Za niewskazane uznano, by Żydzi, będący współobywatelami państwa polskiego, wyróżniali się w jego obrębie. Eksponaty z pawilonu zostały rozdysponowane po całej wystawie, a pawilon przekazany pod wystawę Związku Polaków w Niemczech. Podczas samej wystawy nie brakowało elementów propagandowych, m.in. hasła „Odra szumi po polsku”. Część propagandy zwrócona była przeciwko Niemcom.

## Galeria

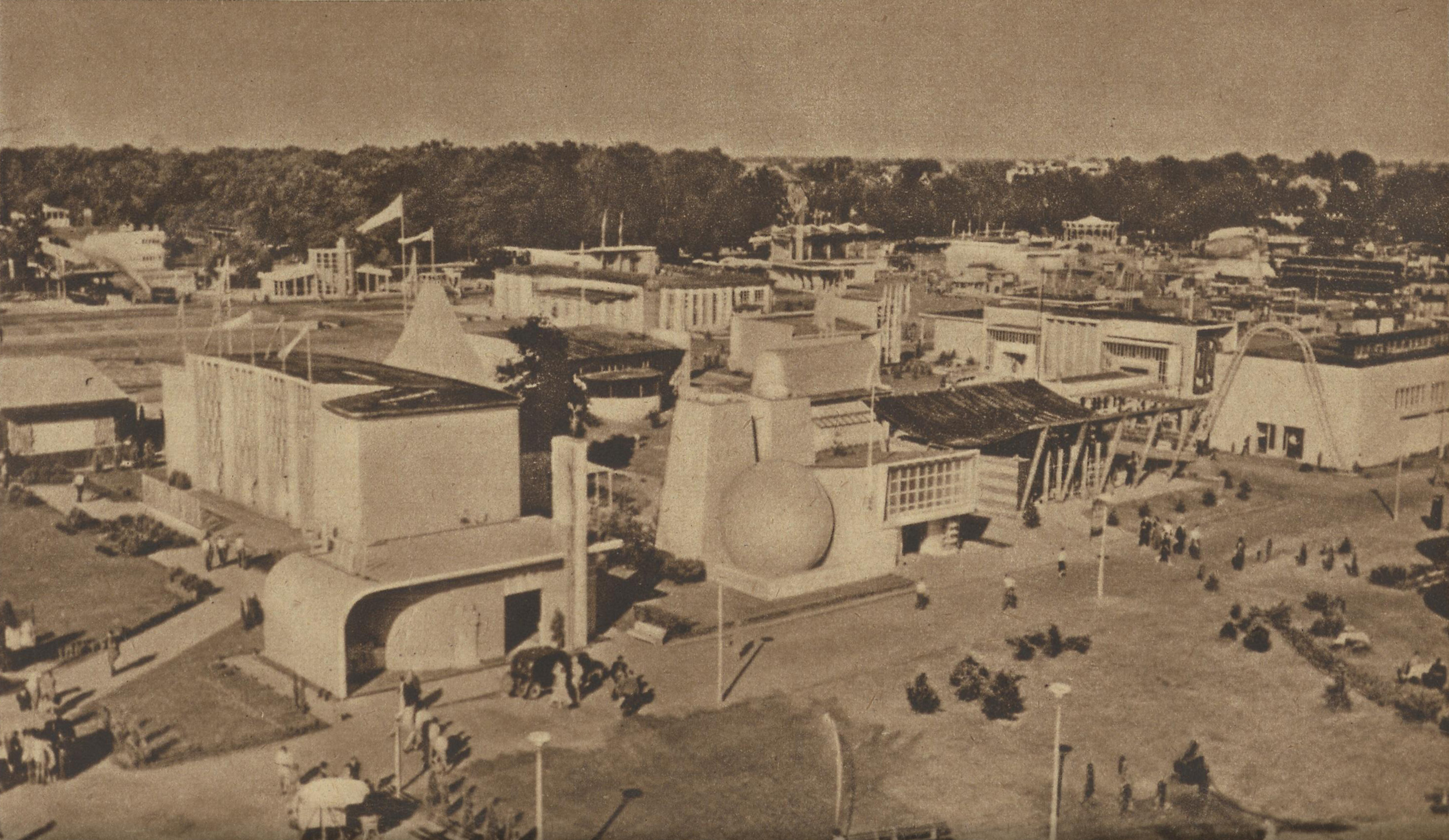
Błonia terenu „B” Wystawy
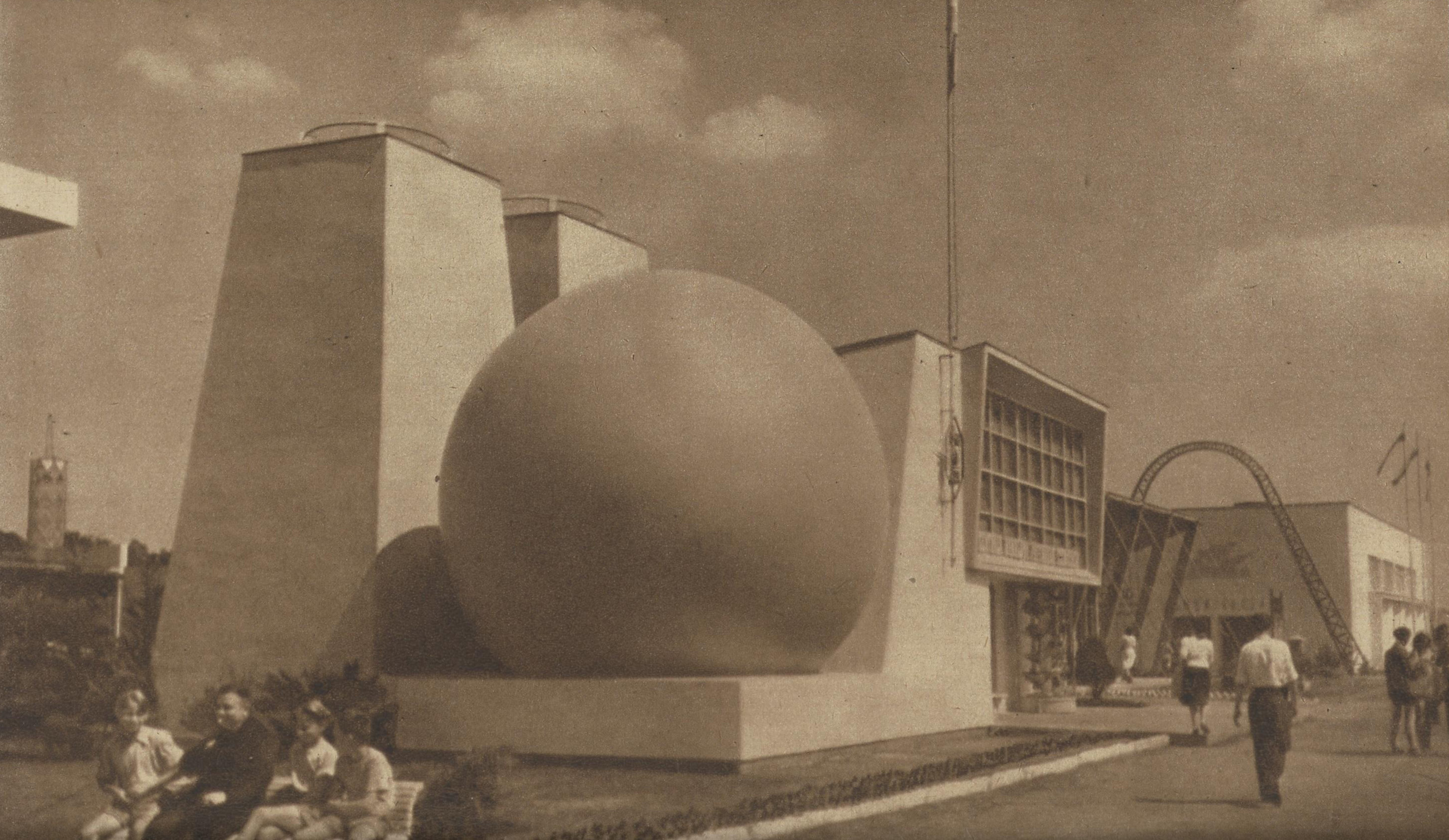
Pawilon Przemysłu Chemicznego. Widoczna z przodu kula zawierała w środku ruchomy model atomu
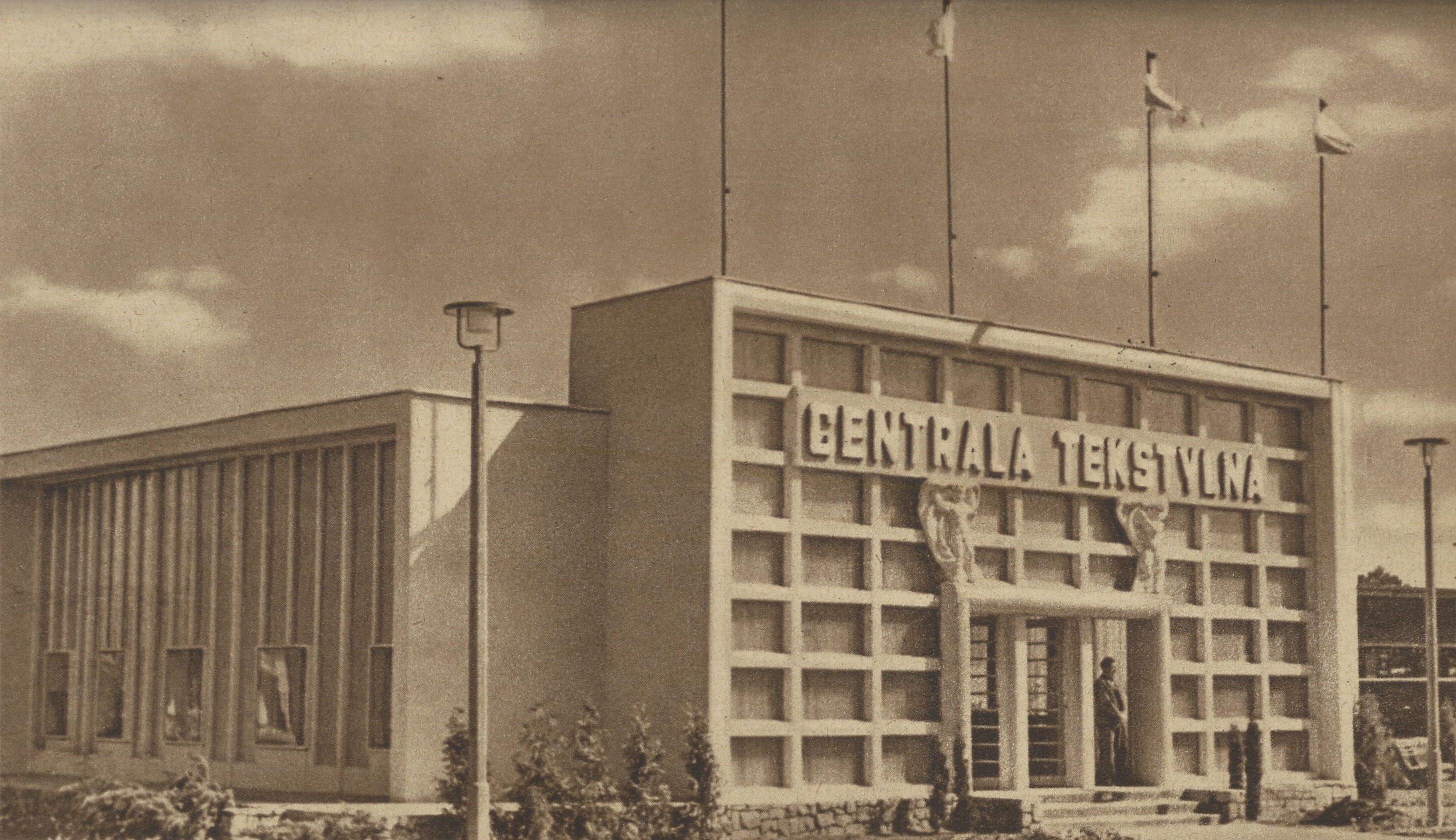
Pawilon Centrali Tekstylnej
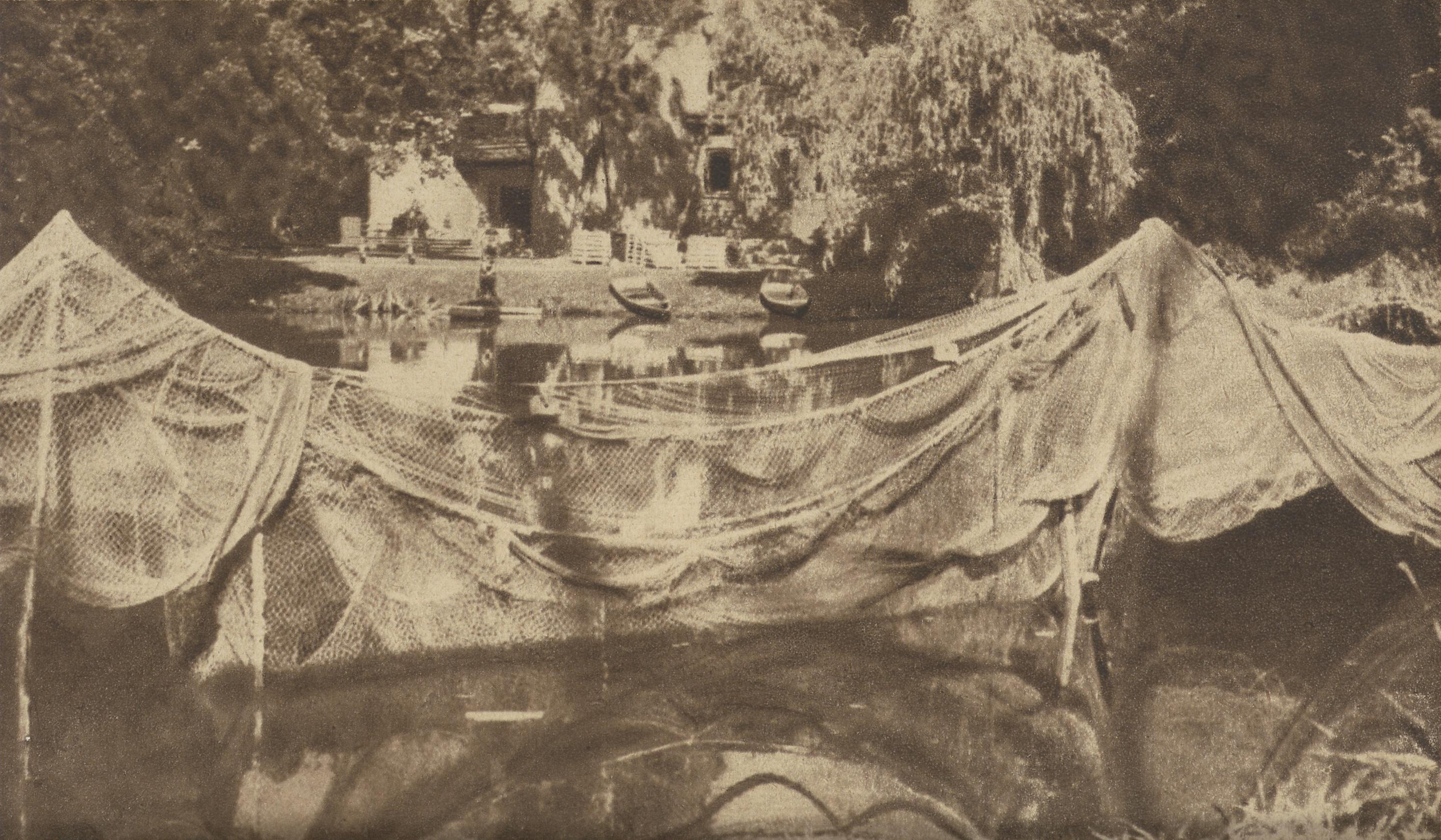
Pawilon Rybactwa
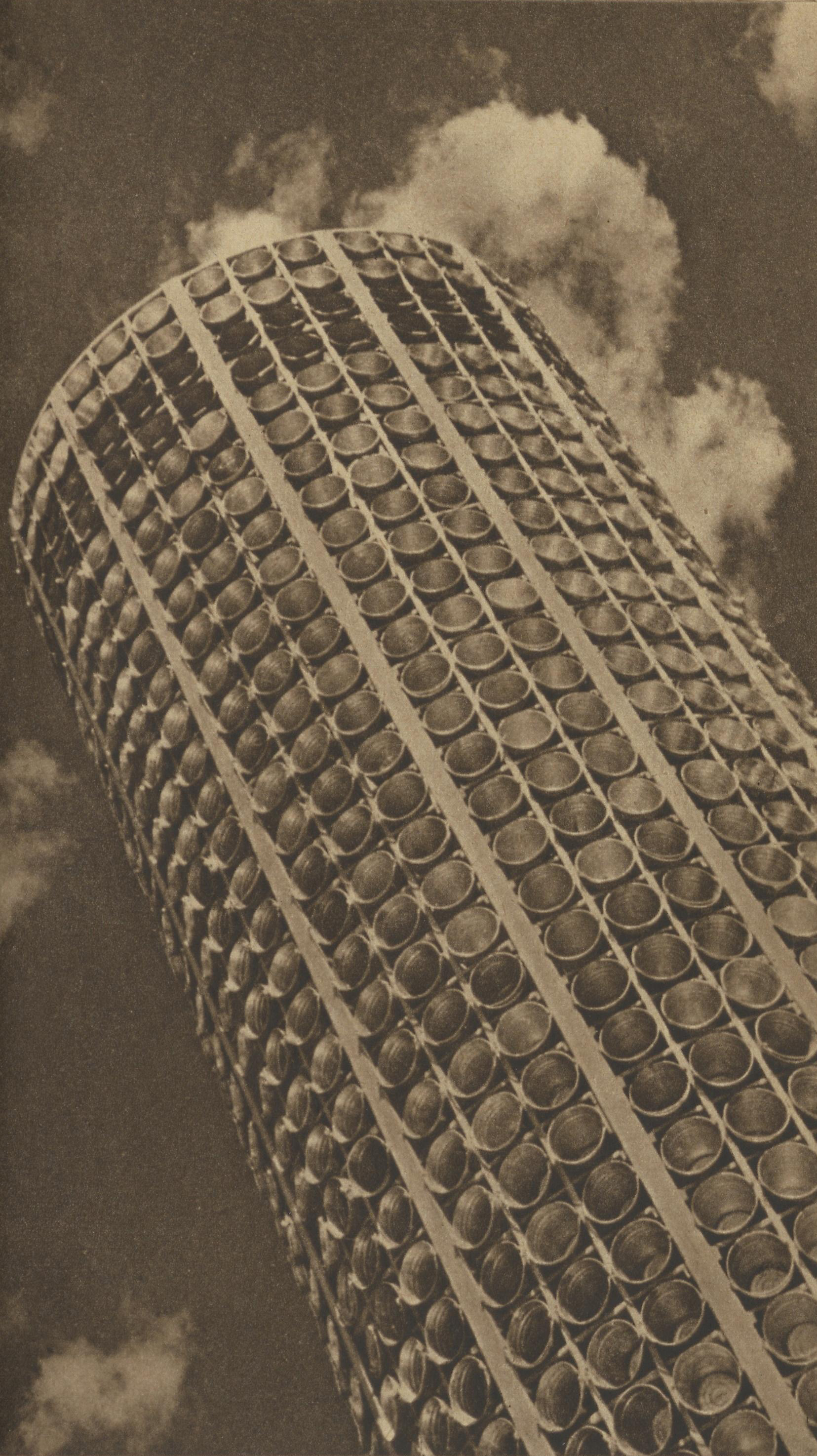
Stojąca na zewnątrz Wystawy pięciopiętrowa wieża z wiader
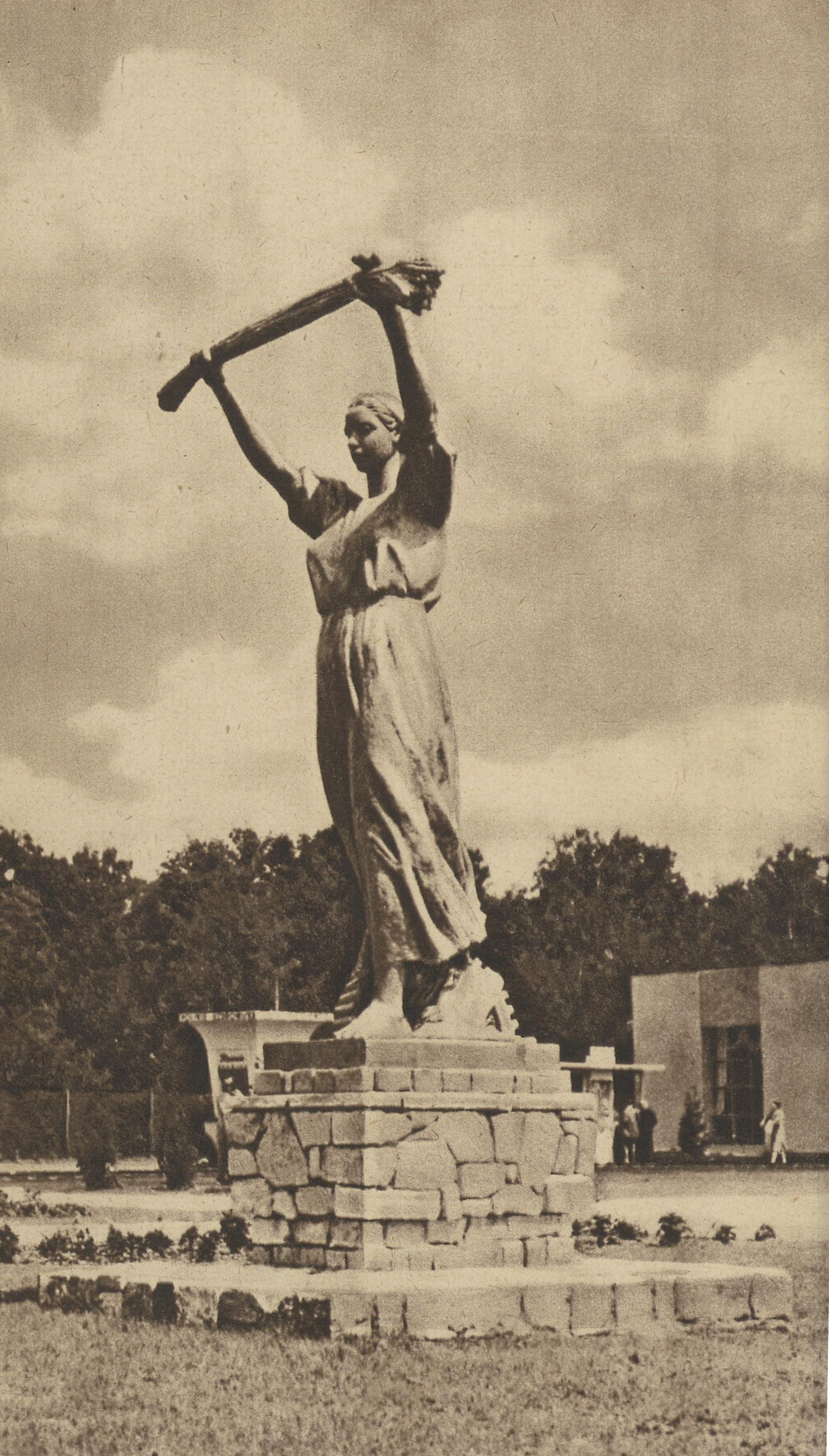
Rzeźba symbolizująca plony pochodzące z Ziem Odzyskanych
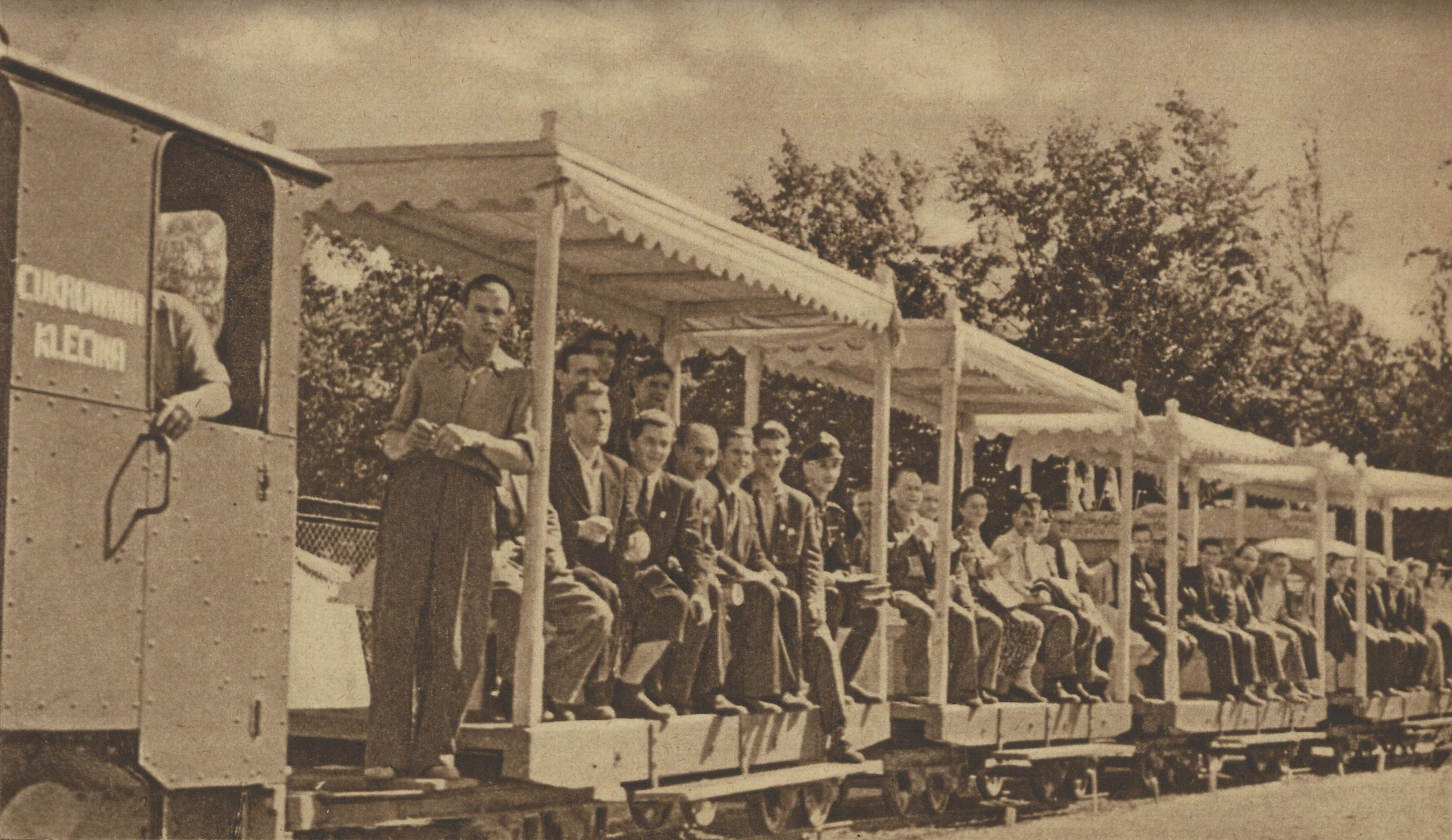
Kolejka wożąca odwiedzających